# Guatteria villosissima
Guatteria villosissima är en kirimojaväxtart som beskrevs av A. St.-hil. Guatteria villosissima ingår i släktet Guatteria och familjen kirimojaväxter. Utöver nominatformen finns också underarten G. v. longepedunculata.